# Georges Revers
Georges Revers, né le 30 juillet 1891 à Saint-Malo et mort le 27 mars 1974 à Saint-Mandé, est un officier général de l'Armée française. Il devient le chef de l'Organisation de résistance de l'Armée (ORA) en juin 1943. En 1946, il est nommé chef d'Etat major de l'Armée de Terre. Auteur d'un rapport sur la situation au Tonkin en 1949 qui est divulgué dans des conditions suspectes, déclenchant l'Affaire des généraux, il est limogé en décembre 1949 puis mis à la retraite d'office en 1950.

## Biographie

### Officier de Carrière

#### Famille et jeunesse
Georges, Marie, Joseph Revers naît le 30 juillet 1891 à Saint-Malo.
Fils d'un employé des Postes et Télécommunications, il devient lui aussi employé des postes à Saint-Malo.

#### Première Guerre mondiale
Georges Revers est incorporé à 21 ans au 3e régiment d’artillerie. Officier de réserve, il est mobilisé en 1914 comme Sous-lieutenant. Il fait, comme officier artilleur, la guerre de 1914-1918. Il y gagne la Légion d'honneur et une demi-douzaine de citations.

#### Entre-deux-guerres
En 1927, il entre à l’École supérieure de guerre.
De 1936 a 1939, il est nommé professeur de tactique à l'école de guerre et selon certains militaires hostiles au Front populaire, il aurait été nommé à ce poste grâce à la Franc-maçonnerie et à ses sympathies socialistes. Il est promu colonel en 1939.

#### Seconde Guerre mondiale
En 1940, il commande l'artillerie de la 7e division d'infanterie nord-africaine.
Après l'armistice, nommé général de brigade en 1941, il est, dans l’armée d’armistice, chef d’état-major du commandant en chef des forces militaires, le général Frère. Puis, il sert auprès de l'amiral Darlan, comme chef de cabinet au ministère de la Guerre (1941).
En avril 1942, il est nommé chef d'état-major quand Darlan devient commandant en chef.

### Chef de l'organisation de Resistance de l'Armée
Membre de l'O.R.A. (Organisation de résistance de l'Armée) dès sa création en janvier 1943, il succède à sa tête en octobre 1943 au général Verneau déporté à Buchenwald, lui-même successeur du général Frère également déporté au Struthof.
Il commande cette organisation secrète jusqu'à la Libération.

### Chef d'état-major des Forces armées
Au début de la guerre d'Indochine, il est l'adjoint de Jean de Lattre de Tassigny. Promu général d'armée, il est nommé chef d'état-major général de l'Armée de terre en 1946. Il est promu chef d'état-major général de l'Armée le 11 mars 1947, succédant au général de Lattre. Le 28 avril 1948, il devient chef d'état-major général des Forces armées « Guerre » et le reste jusqu'au 10 décembre 1949.

#### Le rapport Revers
Membre du conseil supérieur de la guerre, il est chargé d’une mission d’inspection en Indochine (mai-juin 1949). À l'issue de cette inspection, il rédige un rapport qui préconise notamment l'évacuation des places fortes de la route coloniale 4, le développement d'une Armée vietnamienne, l'éloignement de l'empereur Bao Dai ainsi que la concentration des pouvoirs civils et militaires sur une seule tête.

#### L'affaire des généraux
L'ébruitement de ce rapport jusqu'auprès de l'ennemi Vietminh, est à l'origine de l'« affaire des généraux ». Ce scandale aboutit pour lui et son ami le général Mast à un limogeage par le ministre de la défense nationale Paul Ramadier, en décembre 1949, puis à une mise à la retraite d'office en juin 1950. Vingt ans, après cette affaire, il accordera une interview à Paris Match dans laquelle il affirmera qu'une partie du corps expéditionnaire était en déliquescence et qu'une partie de « la Légion avec l'accord du général Alessandri avait pris en main le trafic de l'opium » pour ôter au Vietminh une de leurs ressources. Il y accusait aussi le général Carpentier de mollesse et que « malgré mes cinq étoiles » on y acceptait avec réticence ses demandes. Il était également surpris des fuites de son rapport dès le 20 juillet 1949.
En 1953, il est auditionné par la commission d'enquête sur le trafic des piastres qu'il avait dénoncé dans son rapport de 1949.
En 1962, le Conseil d'État annule la mesure de 1950.

### Mort
Il meurt le 27 mars 1974 à Saint-Mandé (Val-de-Marne).

## Décorations
- Grand officier de la Légion d'honneur (décret du 7 septembre 1946)[6]
- Croix de guerre 1914–1918
- Croix de guerre 1939–1945
- Médaille de la Résistance française avec rosette (décret du 3 août 1946)[7]
- Legion of Merit (États-Unis) (30 décembre 1949)[8]